# チャールズ・ブラッキーン
チャールズ・ブラッキーン（Charles Brackeen、1940年3月13日 - 、オクラホマ州生まれ）は、主にテナーサックスを演奏するだけでなく、ソプラノサックスも演奏するジャズ・サックス奏者である。ピアニストのジョアン・ブラッキーンと結婚した。それから彼らは離婚してしまったが、4人の子供がいる。
ブラッキーンは、サックスに楽器を切り替える前、もともとヴァイオリンとピアノを学んでいた。1968年にオーネット・コールマン・カルテットのメンバーとして、また、ドン・チェリー（1973年）、リロイ・ジェンキンス（1975年）、ECMのためのポール・モチアン（1978年&1979年）とのジャズ・コンポーザーズ・オーケストラにおけるメンバーとしてレコーディングで演奏した。1987年に「Silkheart Records」から3枚のアルバムを発表する際には、リーダーとして再びレコーディングを行っている。また、1995年に『Worshipers Come Nigh』などの作品を制作したカルテットを持っている。

## ディスコグラフィ

### リーダー・アルバム
- 『リズムX』 - Rhythm X (1968年、Strata-East)
- Bannar (1987年、Silkheart)
- Attainment (1987年、Silkheart)
- Worshippers Come Nigh (1987年、Silkheart)

### 参加アルバム
アーメッド・アブドゥーラ
- Liquid Magic (1987年、Silkheart)

ドン・チェリー
- 『相対性組曲』 - Relativity Suite (1973年、JCOA)

デニス・ゴンザレス
- Namesake (1987年、Silkheart)
- Debenge, Debenge (1988年、Silkheart)
- The Desert Wind (1989年、Silkheart)

ロナルド・シャノン・ジャクソン
- Eye On You (1980年、About Time)
- Nasty (1981年、Moers Music)

ポール・モチアン
- 『ダンス』 - Dance (1977年、ECM)
- 『12月の詩』 - Le Voyage (1979年、ECM)